# Öhringen
Öhringen – miasto w Niemczech, w kraju związkowym Badenia-Wirtembergia, w rejencji Stuttgart, w regionie Heilbronn-Franken, w powiecie Hohenlohe, siedziba wspólnoty administracyjnej Öhringen. Leży nad rzeką Ohrn, ok. 15 km na południowy zachód od Künzelsau, przy autostradzie A6 i linii kolejowej Heilbronn–Crailsheim. W pobliżu miasta liczne winnice.

## Historia
Najstarsze dzieje miasta należy wiązać z Cesarstwem Rzymskim w związku ze wznoszeniem umocnień granicznych imperium rzymskiego znanych jako Limes Górnogermańsko-Retycki. Przypuszczalnie miało to miejsce w 155 roku. W rejonie dzisiejszego Öhringen stacjonowały wojska Marka Aureliusza – tzw. "vicus aurelianus". W latach 259–260 tereny te były miejscem walk z Germanami, którzy opanowali ten rejon.
Pierwsza wzmianka o osadzie będącej zalążkiem obecnego miasta pochodzi z 1037 r. Mówi o wzniesieniu kościoła fundacji biskupa Gebharda III z Ratyzbony. Zachowała się rycina przedstawiająca akt fundacji kościoła. Od 1253, kiedy to Öhringen otrzymał prawa miejskie, do 1806 roku miasto było pod panowaniem książąt z dynastii von Hohenlohe. Następnie miastem zarządzały rody von Berlichingen i von Gemmingen. Od XIV do XVI wieku faktyczną władzę w Öhringen sprawował patrycjat.
W dobie wojny chłopskiej miasto było areną walk ludności z feudałami. W roku 1806 Öhringen zostało włączone do Królestwa Wirtembergii.
W 2003 roku miasto świętowało jubileusz 750-lecia istnienia. Trzy lata później było ważnym zapleczem do organizacji mistrzostw świata w piłce nożnej.

## Zabytki

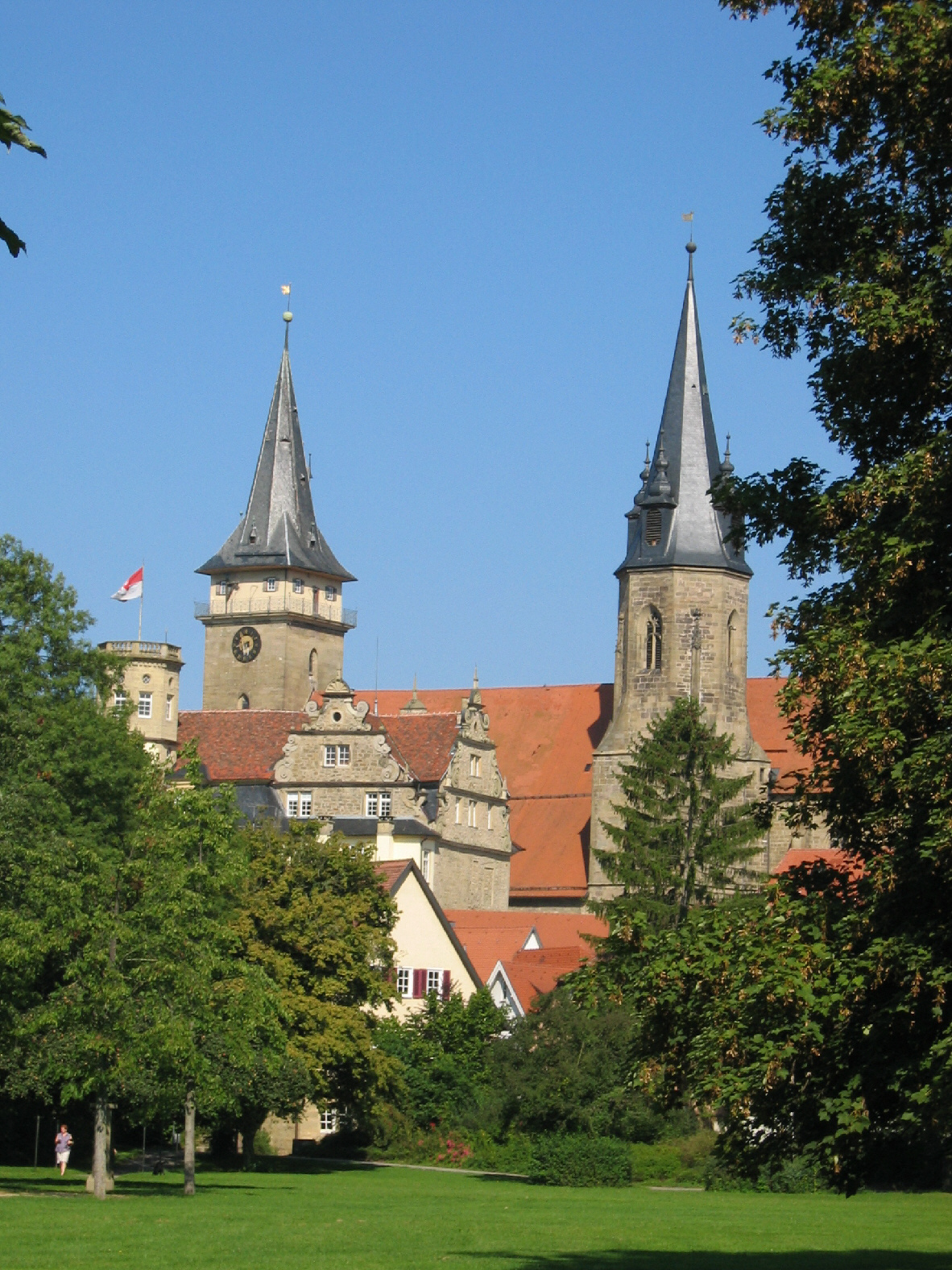
Panorama miasta z zamkiem i kościołem pw św. Piotra i Pawła (Peter und Paul)

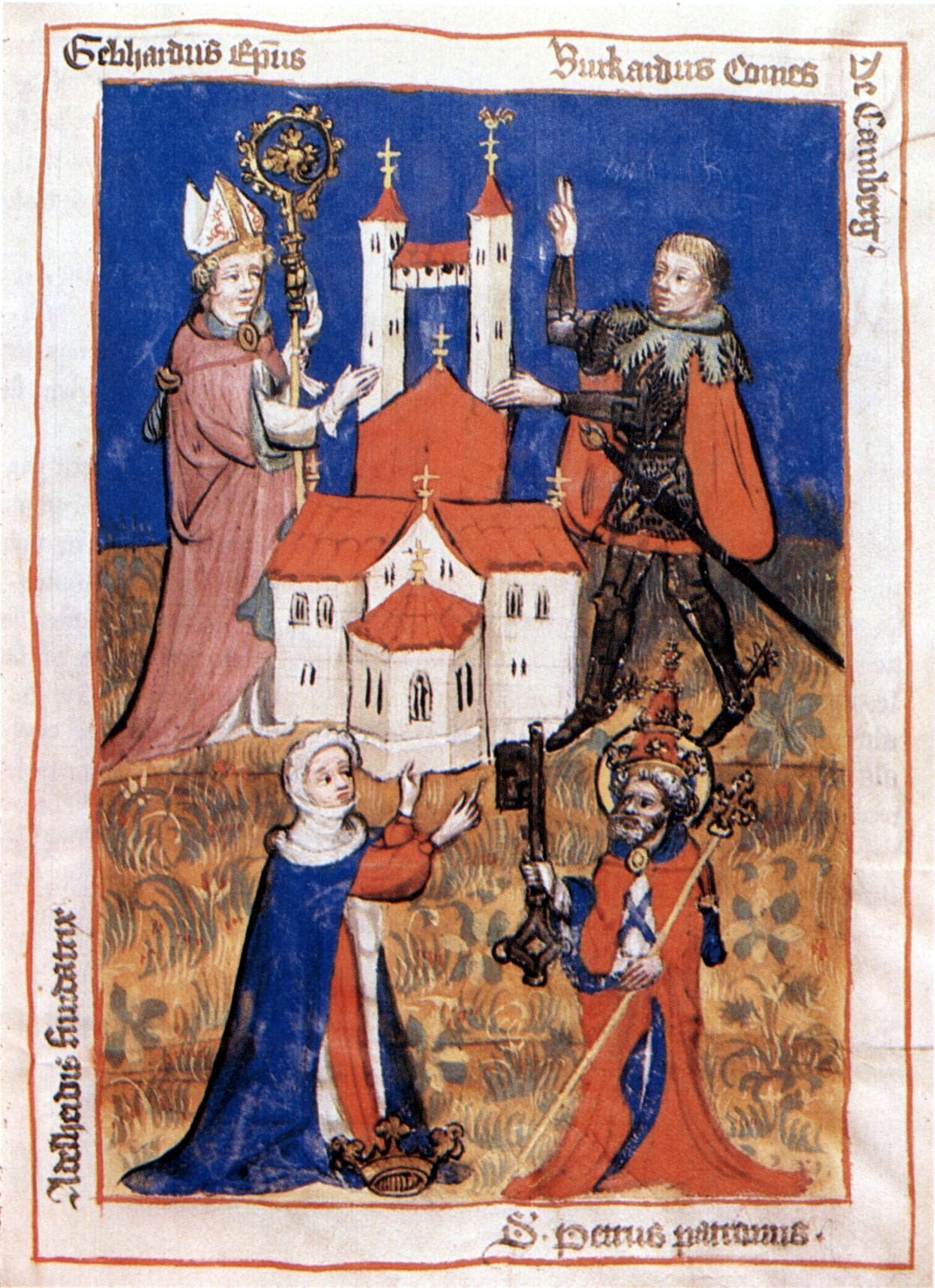
Najstarszy widok kościoła w Öhringen

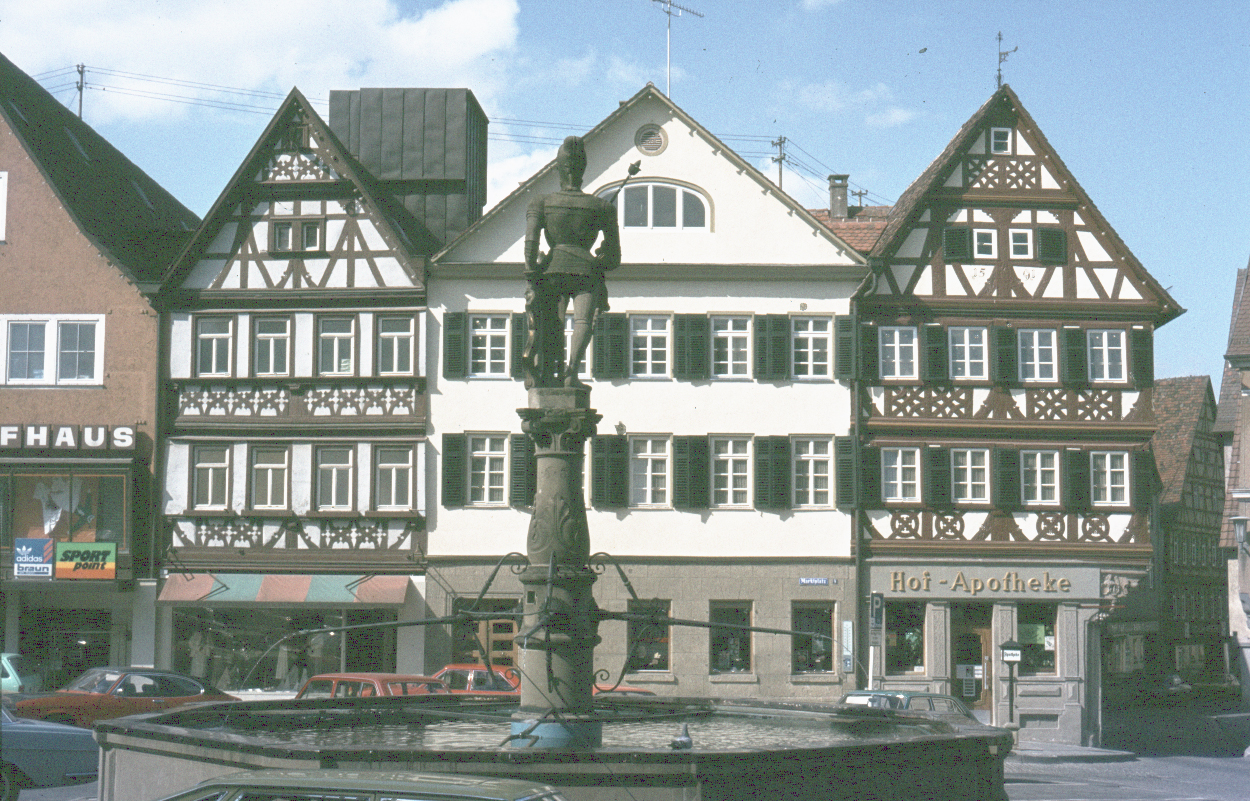
Rynek

W obrębie średniowiecznego układu urbanistycznego, którego centrum stanowi rynek, zachowało się wiele zabytków architektury. Na rynku dominuje XVIII-wieczna zabudowa, głównie o konstrukcji szkieletowej. Wśród niej wyróżnia się gmach ratusza z 1504 roku. Pośrodku rynku XVI-wieczna fontanna z posągiem landgrafa Albrechta.
Obecny późnogotycki kościół parafialny pw. św. Piotra i Pawła (Peter und Paul) zachował resztki starszej romańskiej budowli (portal boczny z małymi figurami lwów. Zbudowany z piaskowca w formie pseudohali kościół o nader skromnej architekturze zewnętrznej kryje wewnątrz (wnętrze sklepione późnogotyckim sklepieniem sieciowym) cenne dzieła sztuki.
Ołtarz główny z 1500, późnogotycki w formie poliptyku, zachował do dziś bogato rzeźbioną z drewna lipowego część środkową przedstawiającą naturalnej wielkości figury Jezusa, w otoczeniu doktorów Kościoła – św. Hieronima, św. Ambrożego, św. Grzegorza oraz św. Augustyna. Ponad nimi bogato dekorowany baldachim złożony z oślich grzbietów, licznych laskowań i pinakli. Liczne zabytki rzeźby sepulkralnej m.in. zespół monumentalnych nagrobków rodziny von Hohenlohe, manierystycznych i barokowych, m.in. nagrobek Eberharda († 1570) i Agaty († 1609) Hohenlode przedstawiający ujętych w profilu zmarłych wraz z rodziną klęczących pod krucyfiksem. Nagrobek pochodzi z drugiej ćwierci XVII w. Wcześniejszym przykładami są XVI-wieczne nagrobki Casimira i Anny von Soles Laubach, a także Philippa i Marii von Oranien. W krypcie znajdują się renesansowe nagrobki rodziny von Hohenlohe.
Do kościoła przylegają częściowo zachowane XV-wieczne zabudowania dawnego monasterium, wśród nich wyróżnia się gotycki krużganek nakryty sklepieniem sieciowym. Okna krużganku mają wyszukaną dekorację maswerkową.
Do kościoła przylega zamek, wybudowany w latach 1611–1616 dla grafiny Magdaleny von Hohenlohe, rozbudowany w latach 1681–1683 przez architekta Georga Kerna. Jest to jednoskrzydłowy dwukondygnacyjny budynek z wysokim dachem, wraz z zabudowaniami gospodarczymi tworzy malowniczy zaułek miasta.
Budynek dawnego szpitala (XIII–XVIII w.) zbudowany z kamienia oraz drewna (górna kondygnacja) ma charakter obronny, zachowała się jedna z baszt. Z budynków o konstrukcji szkieletowej wyróżniają się także zabudowania ulicy Marktstraße, stojący nieopodal budynek apteki z XVII w. oraz tzw. Żółty Dom (Gelbes Schlössle) z XVIII w.

## Współpraca
Miejscowości partnerskie:
- Großenhain, Saksonia
- Kędzierzyn-Koźle, Polska
- Rotherham, Wielka Brytania
- Treffen am Ossiacher See, Austria